# Психохирургия
Психохирургия — раздел нейрохирургии по лечению психических расстройств с помощью операций на головном мозге. Возникающее после этих операций состояние у больного является необратимым, поэтому такие операции выполняются лишь в случае очень сильных и не поддающихся никакому другому лечению симптомов (особенно при сильном хроническом беспокойстве, депрессии и не поддающейся лекарственному снятию боли).
Крайне противоречивый метод лечения. За внедрение префронтальной лейкотомии Э. Монишу в 1949 году была присуждена Нобелевская премия по физиологии и медицине. Большое количество осложнений, неудовлетворительных результатов и появление новых методов лечения психических заболеваний заставило отказаться от использования данной операции в клинической практике. К дискредитации психохирургии привёл и мощный протест против её использования со стороны научной и гражданской общественности.
Проведение лоботомии в СССР было запрещено 9 декабря 1950 года приказом Минздрава № 1003. 
На данный момент психохирургия находится в стадии изучения и имеет ограниченное клиническое применение. В большинстве стран законодательство в сфере психиатрии либо не упоминает психохирургию в качестве разрешённого метода лечения, либо запрещает её использование в недобровольном порядке.

## История
По археологическим данным, приблизительно в восьмом тысячелетии до новой эры во многих культурах мира проводилась трепанация черепа; согласно этим данным, после операций некоторые пациенты выживали. Однако, поскольку отсутствуют доказательства, что эти операции проводились для лечения психических расстройств, нет твёрдых оснований относить их к психохирургии.
В 1891 году Готлиб Буркхард сообщил о шести «буйных и агрессивных» пациентах, которым провели двустороннюю резекцию коры головного мозга. У двух из этих пациентов возникла эпилепсия (один из них умер), а у одного развилась мышечная слабость.
В 1908 году Роберт Генри Кларк и Виктор Хорсли описали принципы стереотаксических операций для изучения функционирования мозжечка у обезьян, а в 1935 году Якобсен и Фултон показали, что у шимпанзе резекция префронтальной коры приводит к исчезновению реакции «фрустрации» на непредоставление предполагаемого вознаграждения.
В 1936 году португальский невропатолог Эгаш Мониш и нейрохирург Алмейда Лима прооперировали 20 пациентов, которые страдали тяжёлыми тревожными расстройствами, навязчивыми действиями и иррациональными страхами. При этом рассекались волокна, связывающие подкорковые области и лобные доли; операция получила название «префронтальная лейкотомия» (префронтальная лоботомия). У одной трети прооперированных пациентов состояние улучшилось, у трети — ухудшилось, а у трети пациентов состояние не изменилось. Хотя в научной аудитории качество исследований подвергалось критике, Э. Мониш написал сотни статей и книг о лоботомии.
В том же году в США невропатолог Уолтер Фримен и нейрохирург Джеймс Уоттс начали лечить пациентов, страдающих депрессией, с использованием двусторонней фронтальной лейкотомии (так называемая «лоботомия Фримена—Уоттса»).
В 1940 году Пэйтон разработал метод «фронтальной лоботомии», который представлял собой массивное разрушение тканей. Данный вид операций приводил к многочисленным случаям послеоперационной эпилепсии.
Широкое распространение получил разработанный в 1945 году Уолтером Фрименом метод трансорбитальной лейкотомии («лоботомия топориком для льда»), заключавшийся во введении хирургического инструмента под веками через свод орбиты в орбитофронтальную кору; при этом быстрым широким движением перерезались ткани коры и соответствующие лобно-таламические пути. Эта операция проводилась чаще всего в нестерильных условиях, могла выполняться с минимальной анестезией (для обезболивания часто использовались два сеанса электросудорожной терапии).
Несмотря на тяжёлые побочные эффекты лоботомии и недостаточно доказанную эффективность этого метода (наступило выздоровление или нет — вопрос часто решался на основе такого прагматического критерия, как повышение управляемости пациента), лоботомия получила большу́ю распространённость в США. Во многом это диктовалось экономическими соображениями: дешёвый метод позволял массово выписывать американцев из закрытых психиатрических учреждений и сокращать тем самым расходы на их содержание.
В промежутке от 1936 до конца 1950-х годов лоботомию прошли 40 000—50 000 американцев. Лоботомия широко применялась не только в США, но и в ряде других стран мира, в число которых входили Великобритания, Финляндия, Норвегия, Швеция, Дания, Япония, СССР.
В 1947 году в США была проведена первая стереотаксическая нейрохирургическая операция пациенту, страдавшему психическим расстройством. В том же году США исследовательский проект Columbia–Greystone не предоставил доказательств полезности лоботомии. Тем не менее после того, как в 1949 году Эгаш Мониш получил Нобелевскую премию в области физиологии и медицины за разработку лоботомии, частота случаев её проведения возрастает.
Упадок лоботомии начался в 1950-е годы после того, как стали очевидными серьёзные неврологические осложнения этой операции. В дальнейшем проведение лоботомии было запрещено законодательно во многих странах.
После упадка лоботомии развитие психохирургии не остановилось, получили развитие другие техники хирургических вмешательств, связанные с меньшим количеством побочных эффектов и меньшей смертностью. В конечном счёте психохирургическое вмешательство стали допускать как возможное у небольшой части пациентов с резистентными психическими расстройствами, чаще всего аффективными или тревожными.
В 1948 году был разработан метод «орбитальных зарубок», заключавшийся в рассечении медиальных волокон, соединяющих лобные доли с таламусом, в 1962 году впервые проведена операция открытой передней цингулотомии, в 1964 году разработана субкаудальная трактотомия — обширное разрушение орбитофронтальной коры и лобно-стриарных таламических путей с помощью направленного радиоактивного излучения.
В 1968 году создан «гамма-скальпель» — стереотаксический метод разрушения тканей с помощью направленного радиоактивного излучения, не требовавший оперативного создания отверстий в черепе, в 1972 году разработан метод термической передней капсулотомии, а в 1973 году проведена первая операция лимбической лейкотомии.

## Сегодняшний день
Все формы психохирургии, использующиеся сегодня (или использовавшиеся в недавнем прошлом) проводятся на лимбической системе, включающей в себя такие структуры, как миндалевидное тело, гиппокамп, некоторые ядра таламуса и гипоталамуса, префронтальную и орбитофронтальную кору головного мозга и поясную извилину, — все они связывают пути нервных волокон и, как полагают, играют роль в регуляции эмоций. Пока не существует международного консенсуса по наиболее эффективной структуре.
Передняя цингулотомия была впервые проведена Хью Кэрнсом в Великобритании и разработана в США Х.Т. Баллантайном-младшим. В последние десятилетия она была наиболее частой психохирургической процедурой в США. Операция производится на передней поясной коре, разрывает связь таламической и задней лобной областей, а также разрушает переднюю поясную область.
Передняя капсулотомия была разработана в Швеции, где стала наиболее частой процедурой. Она также используется в Шотландии. Целью операции является разъединение орбитофронтальной коры и таламических ядер.
Субкаудальная трактотомия была наиболее частой формой психохирургии в Великобритании с 1960-х по 1990-е годы. Она нацелена на нижний медиальный квадрант лобной доли, совершая разрыв связи лимбической системы и супраорбитальной части лобной доли.
Лимбическая лейкотомия является сочетанием субкаудальной трактотомии и передней цингулотомии. Она использовалась в 1990-х в лондонском госпитале Аткинсон Морли а также в Массачусетском главном госпитале.
Амигдалотомия, целью которой является миндалевидное тело, была разработана для лечения агрессивности Хидэки Нарабаяси в 1961 и используется сегодня время от времени, например в Медицинском колледже Джорджии.
Ведутся дискуссии, является ли глубокая стимуляция мозга (DBS) формой психохирургии.
Эндоскопическую симпатическую блокаду (форма эндоскопической торакальной симпатэктомии) у пациентов с тревожным расстройством иногда считают психохирургическим лечением, хотя она и не относится к хирургии мозга. Также наблюдается возрождение интереса к её использованию в лечении шизофрении. ESB нарушает мозговую регуляцию многих органов, обычно страдающих от эмоций, например сердца и кровеносных сосудов. Многие исследования показывают значительное снижение тревожности и страха у пациентов с социальными фобиями, а также улучшение качества их жизни.

## Психохирургия по странам

### Азия
В Китае психохирургические операции, разрушающие прилежащее ядро мозга, используются для лечения наркотической и алкогольной зависимости. Также они применяются для лечения шизофрении, депрессии и других психических расстройств. Психохирургия никак не регулируется в Китае, за что её использование там критикуется западными странами.
Индия широко использовала психохирургию до 1980-х для лечения наркомании и агрессивного поведения у взрослых и детей, а также депрессии и обсессивно-компульсивного расстройства.
Цингулотомия и капсулотомия при депрессии и ОКР продолжают использоваться, например в госпитале Мумбаи.
В Японии первая лоботомия была проведена в 1939 году, и операция широко применялась в психиатрических больницах, но психохирургия приобрела дурную славу в 1970-х, отчасти из-за её использования у детей с проблемами поведения.

### Австралия и Новая Зеландия
В 1980-е в Австралии и Новой Зеландии проводилось 10—20 операций в год. В 1990-х их число сократилось до одной-двух в год. По одному докладу, ни одной операции не проводилось с 2000 года, несмотря на то что Наблюдательный совет Виктории по психохирургии рассматривал 3 заявки в период между 2006 и 2008 годами.

### Европа
За двадцатилетний период 1971—1991 годов под руководством Комитета по психохирургии в Нидерландах и Бельгии было проведено 79 операций. С 2000 года только один центр в Бельгии выполняет их, обычно 8 или 9 операций в год (главным образом капсулотомию и глубокую стимуляцию мозга) и, как правило, для лечения ОКР.
Во Франции в начале 1980-х около пяти человек в год подвергались психохирургии.
В 2005 органы здравоохранения порекомендовали использовать аблятивную психохирургию и DBS для лечения ОКР.
В начале 2000-х в Испании проводилось около 24 психохирургических операций (капсулотомии, цингулотомии, субкаудальной трактотомии и гипоталамотомии) в год. ОКР было наиболее распространённым диагнозом при этом, но психохирургия также использовалась для лечения тревожных состояний, шизофрении и других расстройств.
В Великобритании в период между концом 1990-х и 2010-м было только два центра, осуществляющих психохирургию: несколько стереотаксических передних капсулотомий проводятся каждый год в Университетском госпитале Уэльса, Кардифф; стереотаксические передние цингулотомии выполняются в Королевской больнице Данди в сотрудничестве с психиатрическим отделением больницы Ninewells в Данди, Шотландия. Пациенты имеют диагноз депрессии, ОКР и тревожных состояний. Абляционная психохирургия не использовалась в Англии между концом 1990-х и 2010-м, хотя некоторые больницы экспериментировали с DBS. В 2010-м в больнице Frenchay, Бристоль, была выполнена передняя цингулотомия на женщине, которая до того подвергалась DBS.
В России лейкотомия использовалась для лечения шизофрении в 1940-х, однако эта практика была запрещена Министерством здравоохранения в 1950-м. В 1998 Институт мозга человека (Российской академии наук) начал программу по стереотаксической цингулотомии для лечения наркотической зависимости. Около 85 человек, все в возрасте до 35 лет, были оперированы в год.

### Северная Америка
В США Массачусетский главный госпиталь имеет программу психохирургии. Операции также проводятся в нескольких других центрах. В Мексике психохирургия используется для лечения анорексии.

### Южная Америка
Венесуэла имеет три центра, осуществляющих психохирургию. Капсулотомия, цингулотомия и амигдалотомия используются для лечения ОКР и агрессии.

## Показания и противопоказания
Считается, что методами современной нейрохирургии можно лечить три больших категории психических расстройств: обсессивно-компульсивное расстройство, тревожные расстройства и депрессивные расстройства, причём для такого лечения можно рекомендовать только терапевтически резистентных пациентов, страдающих заболеванием с несомненно длительным течением. В частности, при терапевтически резистентной депрессии психохирургия может применяться только тогда, когда все другие способы лечения (фармакологические и нефармакологические), включая и неразрушающие хирургические методы (в том числе стимуляция блуждающего нерва), уже безрезультатно использованы и врачи могут обратиться к этому заключительному шагу как к терапии отчаяния. Именно так происходит в западных странах, но в России психохирургия порой применяется и на более ранних этапах лечения терапевтически резистентной депрессии из-за отсутствия или малой доступности в России современных немедикаментозных методик.
В 1960—70-х годах такие операции, как двусторонние амигдалотомия, таламотомия и гипоталамотомия, проводились для лечения агрессивного и гиперсексуального поведения, но теперь эти состояния уже не относят к показаниям для нейрохирургических вмешательств.
Основным противопоказанием для нейрохирургических мер является неспособность пациента дать осознанное согласие. В любом случае такое вмешательство может проводиться только после тщательной и детальной оценки возможного риска и преимуществ для пациента в каждом конкретном случае.
Нейрохирургические меры не должны применяться, если аффективные или обсессивные симптомы вызваны текущим органическим или дегенеративным заболеванием головного мозга либо подозревается наличие первазивного расстройства развития.
Отсутствуют доказательства того, что нейрохирургическое вмешательство эффективно при расстройствах личности, нервной анорексии или шизофрении, поэтому к пациентам, страдающим данными расстройствами, не следует применять такие меры лечения, если они не нацелены на коморбидные хронические терапевтически резистентные аффективные или обсессивные симптомы.
Нейрохирургические вмешательства при психических расстройствах противопоказаны, если пациенту нельзя проводить операцию по причине низкой свёртываемости крови, наличия инфекций или высокого риска, связанного с анестезией.

## Исходы в зависимости от состояния
По данным исследований, положительные результаты современных нейрохирургических мер вмешательства очень скромны. Так, Montoya и др. (2002) показали, что из шести пациентов с тяжёлыми депрессивными расстройствами, которым была проведена лимбическая лейкотомия, состояние двух человек соответствовало критериям улучшения, определяемого как снижение на 50% показателя по Шкале депрессии Бека.
Poynton и др. (1988) отмечали улучшение у девяти пациенток с биполярным аффективным расстройством после стереотаксической субкаудальной трактотомии, но у трёх (33%) пациенток наблюдалось «лёгкое или умеренное снижение когнитивных функций».
По данным Dougherty и др. (2002), из 44 пациентов, страдающих обсессивно-компульсивным расстройством и перенёсших стереотаксическую цингулотомию, у 19 (44%) наблюдалось улучшение или частичное улучшение. Было отмечено снижение в среднем на 28,7% показателей по Шкале обсессивно-компульсивной симптоматики (Yale–Brown Obsessive Compulsive Scale — Y–BOCS). Согласно данным Montoya и др. (2002), из 15 пациентов, которым проводилась лимбическая лейкотомия, у шести (42%) отмечалось улучшение по показателям Шкалы общего клинического впечатления, а у пяти пациентов (33%) — снижение на 35% показателей по Шкале Y–BOCS.
По результатам исследования, осуществлённого в 2003 году, у 23 из 26 пациентов, страдавших генерализованным тревожным расстройством, социальной фобией или паническим расстройством, через год после операции наблюдалось улучшение, а у 12 из 18 пациентов (67%) было отмечено улучшение по результатам долговременного (в среднем 13 лет) катамнестического обследования. Однако при этом у пяти пациентов (28%) отмечались проявления дисфункции лобных долей, что может быть следствием как операции, так и самого психического расстройства.

## Основные осложнения и побочные эффекты
Уже критики Эгаша Мониша отмечали, что проводимая им операция могла приводить к тяжёлым поражениям головного мозга и таким осложнениям, как менингит, эпилепсия, мозговые абсцессы. Проводившиеся Уолтером Фрименом и его последователями операции были не менее опасными. Так, в 1950-е годы исследования выявили, что, кроме летального исхода, который наблюдался у 1,5—6 % оперируемых, лоботомия вызывает такие плачевные последствия, как припадки, большое прибавление в весе, потерю моторной координации, частичный паралич и др. Она приводила также к значительным нарушениям интеллекта у пациентов, ослаблению контроля за собственным поведением, апатии, эмоциональной неустойчивости, аффективному уплощению, безынициативности и неспособности осуществлять целенаправленную деятельность.
Более современные формы психохирургии являются гораздо более щадящими. Они тоже не лишены побочных эффектов, однако не приводят к настолько тяжёлому когнитивному снижению, как метод лоботомии.
В исследованиях новых видов психохирургических операций, проведенных в период с 1971 по 2003 год, отмечались такие негативные эффекты, как психическая спутанность (у 10% пациентов, прошедших операцию), судорожные припадки (до 6%), изменения личности (чёткие данные отсутствуют), апатия и астения (до 24% случаев), бессонница, преходящая сонливость, головная боль и тошнота. Недержание мочи и кала (почти у 30% у пациентов после двусторонней медиальной лейкотомии, с меньшей частотой — после лимбической лейкотомии и передней капсулотомии), увеличение массы тела (от 5,6% до 21% случаев, в зависимости от вида операции). Во многих случаях масса тела через 3 месяца возвращалась к прежним показателям, однако увеличение массы тела могло достигать 10—15 кг и сохраняться надолго.
Нарушения внимания и памяти чаще наблюдались в старых исследованиях, когда применялись такие операции, как префронтальная лейкотомия. В более современных исследованиях (публикация 2002 года) было выявлено снижение памяти у 5% пациентов; данный побочный эффект исчезал через 6—12 месяцев. В исследовании когнитивных функций у 23 пациентов, которым была проведена субкаудальная трактотомия, были отмечены значительные когнитивные нарушения в течение двух недель после операции (публикация 1991 года); эти явления в основном редуцировались через 6 месяцев. В исследовании 66 пациентов, перенёсших лимбическую лейкотомию (публикация 1976 года), обнаружено, что показатели теста Векслера повышались в течение шести недель после операции.

## Хирургическое лечение эпилепсии
Полагают, что хирургическое вмешательство показано в первую очередь при симптоматической эпилепсии, вызванной локальными нарушениями, например опухолью.
Хирургическое лечение так называемой височной эпилепсии в настоящее время применяют достаточно широко, особенно тогда, когда лекарственная терапия оказывается неэффективной. В ряде случаев оперативное вмешательство не только устраняет припадки, но и нормализует общее состояние больных.
При эпилепсии выполняют переднюю лобэктомию, трансвентрикулярную амигдало-гиппокампэктомию. В. М. Угрюмов предложил модификацию последнего метода: щадящую поэтапную субпиальную резекцию височной доли под контролем электрокортикограммы (ЭКоГ). Он также разработал стереотаксический метод, допускающий широкое вмешательство на глубоких структурах и показанный при так называемой одноочаговой и многоочаговой эпилепсии.